# János II Ernuszt
baron János (II) Ernuszt de Csáktornya (en hongrois : csáktornyai Ernuszt János , en latin : Johannes Ernusth) (ca. 1465-ca. 1528), aussi connu sous le nom de János Hampó, est un général et un homme politique du royaume de Hongrie. 

## Biographie
Il est le fils de János (I), ban de Slavonie. Grand écuyer du royaume de Hongrie (1493-1505), Vladislas II nomme Ernuszt ban de Croatie (1508-1510) auprès de György Kanizsai (hr). En ces temps politiques troublés, les bans Marko Mišljenović et András Both de Bajna n'acceptent pas leur destitution et Ernuszt ne peut prendre totalement le pouvoir, qui reste limité à la Slavonie. 
Dans les luttes dynastiques qui suivent la défaite de Mohács (1526), il se range tout d'abord du côté de Jean Ier Zapolya, prête serment le 5 novembre 1527 à Ferdinand Ier, fait défection pour soutenir à nouveau Zapolya avant de rejoindre définitivement Ferdinand. 

## Sources
- Ivan Ernušt - Lexikon croate